# Профітіс Іліас
Профітіс Іліас (грец. Προφήτης Ηλίας) — район Афін, що виник навколо храму Святого Іллі; частина району Паґраті. Профітіс Іліас перетинає однойменний проспект, район густонаселений.
На території району базується атлетична асоціація «ΠΡΟΦΗΤΗΣ ΗΛΙΑΣ», футбольна команда якого в сезоні 2009—2010 грала у третьому національному дивізіоні Гамма Етнікі, а баскетбольна команда — у А2 Етнікі.